# 斑點喉盤魚
斑點喉盤魚（學名：Gobiesox lucayanus），為輻鰭魚綱喉盤魚目喉盤魚科的其中一種，分布於西大西洋區的古巴及巴哈馬群島海域，深度0至3公尺，本魚體呈蝌蚪狀，頭寬，扁平，前鼻孔有2裂鼻翼，上唇寬，前面比側面寬得多，上頜前面有錐形齒斑，側面有犬齒或錐形齒；下頜前面有2排門齒，側面有一排彎曲的犬齒，體不被鱗，覆有粘液層，腹鰭喉位，與周圍的皮褶特化成一吸盤，吸盤較大，前部有一條寬帶，6-7排乳突，後部有5-6排乳突，背鰭鰭條13枚、臀鰭鰭條8-9枚，體淡紅棕色，吻端半透明，後部微紅色，5條深色線從眼睛向前、向下和向後輻射，頭頂和身體兩側有不規則、間距較大的深棕色斑點，體長可達6公分，屬底棲性魚類，沿岸水淺的岩石海岸，生活習性不明。